# Terra d'occidente
Terra d'occidente (Westmark) è un libro di Lloyd Alexander pubblicato nel 1981 come primo episodio della trilogia Westmark.

## Trama
Theo è un ragazzo che lavora come garzone nella tipografia di un uomo di nome Anton, che muore per mano dei soldati del tiranno Cabbarus che accusano la tipografia perché questa produce libri contro il tiranno.
In seguito, Theo viene rapito dal conte Las Bombas e dal suo cocchiere nano Moschetto e viene sfruttato da loro per fare spettacoli in taverne e piazze.
Successivamente, Las Bombas rapisce anche un'orfanella di nome Mickle fuggita da un istituto e sfrutta anche lei.
Fortunatamente, un giorno, Theo riesce a fuggire e, assunto lo pseudonimo di De Roth, trova lavoro come segretario presso la taverna di un certo Florian.
Dopo un po', si reca alla taverna il dottor Torrens, medico di corte del re Augustinus, licenziato perché incapace di far resuscitare la figlia del re.
Il medico si unisce a Theo, Florian e Mickle (anche lei è riuscita a fuggire) per sconfiggere Cabbarus e ridare il potere ad Augustinus, il quale riconosce in Mickle sua figlia e così, Theo diventa un ciambellano.

## Edizioni
In Italia, è pubblicata presso la Salani.